# Jean Jadot (aartsbisschop)
Jean Jadot (Brussel, 23 november 1909 - Sint-Pieters-Woluwe, 21 januari 2009) was een Belgisch curie-aartsbisschop.

## Levensloop
Jadot werd geboren in een welgestelde Brusselse familie. Om hem van het priesterschap af te houden stuurde zijn vader de jonge Jean Jadot tijdens de jaren 1920 naar Amerika en Afrika. Toch vatte Jadot in 1930 priesterstudies aan in het Grootseminarie van Mechelen. Hij werd priester gewijd op 11 februari 1934 in Etterbeek. Hij was actief in het pastoraal van de Brusselse parochies, het jeugdwerk en in het leger. In 1952 werd hij aalmoezenier van de Belgische troepen in Congo. Nadien werd hij nationaal directeur van de Propaganda Fide. In 1968 werd hij door paus Paulus VI tot titulair aartsbisschop van Zuri benoemd. Kardinaal Suenens wijdde hem tot bisschop op 1 mei 1968.
Jadot werd Apostolisch Delegaat voor Laos, Singapore en Maleisië. In 1969 werd hij nuntius in Thailand en in 1971 werd hij nuntius voor Equatoriaal-Guinea, Gabon en Kameroen.

### Verenigde Staten
In 1973 werd Jadot Apostolische delegaat in de Verenigde Staten als eerste niet-Italiaan in de geschiedenis. Tijdens zijn mandaat in de VS heeft hij de weg bereid voor het aanknopen van volwaardige diplomatieke betrekkingen tussen de H. Stoel en de VS in januari 1984. Hij speelde ook een belangrijke rol bij de benoeming van vele Amerikaanse bisschoppen en aartsbisschoppen, waaronder Robert Prevost. Deze bisschoppen kregen de bijnaam "Jadot boys" of "Jadot bishops" en sommigen onder hen stuitten op kritiek uit conservatieve hoek omdat zij de waarden van het Tweede Vaticaans Concilie uitdroegen. In 1980 bood Jadot, fysiek uitgeput, zijn ontslag aan.

### Curie
In 1980 werd Jean Jadot door paus Johannes Paulus II ingezet in de Romeinse Curie en tot voorzitter van het Secretariaat voor Niet-Christenen (de huidige Pauselijke Raad voor de Interreligieuze Dialoog) benoemd.
In 1984 ging hij met emeritaat en woonde vanaf dat jaar terug in Brussel.